# Leitchfield (Kentucky)
Leitchfield város az Amerikai Egyesült Államok Kentucky államában, Grayson megyében, melynek megyeszékhelye is. Lakosainak száma 6404 fő (2020. április 1.).

## Népesség
A település népességének változása:

| 2010 | 6 699 |
| 2020 | 6 404 |